# Cristóbal de Pedraza
Cristóbal de Pedraza (1485-1553) fue un obispo español.

## Obra
Cristóbal de Pedraza, llegó a Puerto Caballos en 13 de septiembre de 1538, el año de 1545 comenzó sus trabajos en la Provincia de Comayagua (Honduras) con la misión de llevar el cristianismo a los indios, era un sacerdote inclinado a la educación y se le conocía como el "Protector de los Indios", su principal obra será la "Relación de la Provincia de Honduras" en la que realiza una brutal crítica de los conquistadores españoles, defendiendo la labor evangelizadora que llevaban los misioneros frailes desde su obispado. Fue elevado a Obispo y regento la Diócesis de Trujillo cuando falleció en 1553 la sede episcopal de la ciudad colonial de Trujillo sería traslada a la Villa de Santa María de la Nueva Valladolid de Comayagua por su sucesor.